# Frankfurt Galaxy (ELF)
A Frankfurt Galaxy európai bajnok frankfurti első osztályú amerikaifutball-csapat, az első ELF-győztes csapat.

## Sikerek
- ELF Champion: 1 (2021)
- ELF Divízió South (Dél)-győztes: 1 (2021)

## Eredményei az ELF-ben
| Év   | Alapszakasz-helyezés    | Eredmény a rájátszásban              |
| ---- | ----------------------- | ------------------------------------ |
| 2021 | Déli csoport 1. hely    | Bajnok                               |
| 2022 | Középső csoport 3. hely | -                                    |
| 2023 | Nyugati csoport 2. hely | Wild card győzelem, elődöntő vereség |
| 2024 | Nyugati csoport         |                                      |

## Lásd még
- European League of Football

## Külső hivatkozások
- Frankfurt Galaxy hivatalos oldal